# La Gauda
La Gauda (en francès La Gaude) és un municipi francès situat al departament dels Alps Marítims i a la regió de Provença – Alps – Costa Blava. L'any 1999 tenia 6.170 habitants.

## Demografia
| 1962                                       | 1968  | 1975  | 1982  | 1990  | 1999  | 2006  |
| ------------------------------------------ | ----- | ----- | ----- | ----- | ----- | ----- |
| 1.072                                      | 1.631 | 2.309 | 3.097 | 4.951 | 6.170 | 6.608 |
| Des de 1962: població sense dobles comptes |       |       |       |       |       |       |

## Administració
| Període   | Identitat     | Partit |
| --------- | ------------- | ------ |
| 1989-2008 | Pierre Tanguy | UMP    |
| 2008-     | Michel Meïni  | UMP    |

## Agermanaments
- Capannori